# Gavialidium novaeguineae
Gavialidium novaeguineae är en insektsart som beskrevs av Bolívar, I. 1898. Gavialidium novaeguineae ingår i släktet Gavialidium och familjen torngräshoppor. Inga underarter finns listade i Catalogue of Life.